# Chaperiopsis longispina
Chaperiopsis longispina är en mossdjursart som först beskrevs av Osburn 1950.  Chaperiopsis longispina ingår i släktet Chaperiopsis och familjen Chaperiidae. Inga underarter finns listade i Catalogue of Life.